# Sungai Labu
Sungai Labu – rzeka na Borneo w dystrykcie Temburong w Brunei. Stanowi duży, prawy dopływ Sungai Temburong, która uchodzi do Zatoki Brunei, będącej częścią Morza Południowochińskiego.
Północny brzeg częściowo stanowi granicę Labu Forest Reserve. Na brzegach rzeki rośnie nipa krzewinkowa oraz Rhizophora.
Nad rzeką leży wioska Labu Estate.